# Wilhelm Schrader (Pädagoge)
Heinrich Christian Wilhelm Schrader (* 5. August 1817 in Harbke; † 2. November 1907 in Halle (Saale)) war ein deutscher Gymnasiallehrer. Außerdem hatte er politische und kirchliche Ämter inne.

## Leben
Schraders Vater war Kantor in Harbke. Bei ihm erhielt er den ersten Unterricht. Er besuchte dann das Gymnasium Julianum in Helmstedt, legte das Abitur aber am Martineum (Halberstadt) ab. 1836 bezog er die Friedrich-Wilhelms-Universität zu Berlin, um Klassische Philologie und Philosophie zu studieren. Zwischenzeitlich war er Hauslehrer in Suderode. Am 29. Juli 1843 wurde er in Berlin zum Dr. phil. promoviert. Von Weihnachten 1843 bis Ostern 1846 war er Hilfslehrer am Joachimsthalschen Gymnasium. Zugleich war er Hauslehrer der Söhne des Direktors August Meineke. Ostern 1846 wurde Schrader als Konrektor nach Brandenburg an der Havel versetzt. Die Märzrevolution weckte in ihm politisches Engagement. Er saß im Siebenerausschuss und kam im Juni 1848 als Abgeordneter für den Wahlkreis Brandenburg in die Frankfurter Nationalversammlung. Dort gehörte er zum Casino. Im April 1849 schied er aus dem „Akademikerparlament“ aus.
Am 18. September 1852 kam Schraders Sohn Ernst Schrader in Brandenburg an der Havel zur Welt. Nach drei Jahren als Gymnasialdirektor in Sorau wurde er 1856 in Königsberg Provinzialschulrat der Provinz Ostpreußen. Über 27 Jahre wirkte er in hervorragender Weise als konservativer Schulmann. Er gehörte zu den Gründern eines konservativen Provinzialvereins und beteiligte sich ab 1873 rege am kirchlich-synodalen Leben. Die ostpreußische Provinzialsynode der Evangelischen Landeskirche der älteren Provinzen Preußens wählte ihn dreimal zu ihrem Vorsitzenden und zum Mitglied der der Generalsynode.
1883 als Kurator der Friedrichs-Universität Halle berufen, initiierte er bauliche Erweiterungen und Verbesserungen, so auch die Errichtung des Melanchthonianums, des Auditorien- und Seminargebäudes. Er war Mitglied der Dezember-Konferenz 1890 und hielt im selben Jahr bei Meinekes Zentenarium die Festrede.

## Klassiker
1879 verteidigte Schrader das humanistische Gymnasium gegenüber zeitgenössischen Vorwürfen:

„Wir lesen die Klassiker, weil sie in Form und Empfindungsweise ideale Vorbilder sind; wir preisen das Altertum, weil es uns klare und wahrhafte Typen des Menschentums hinterlassen hat; wir bewundern die alte Kunst, weil sie den höchsten Ideen körperlichen Ausdruck und schöne Gestalt zu verleihen verstand.“

## Schriften
- Anleitung zum Privatstudien für die beiden oberen Klassen des hiesigen Gymnasiums. Sorau 1855.[6]
- Geschichte der Friedrichs-Universität zu Halle. 2 Bände. Berlin 1894.

## Ehrungen
Orden nach der handschriftlichen Personalakte im Universitätsarchiv Halle
- Geheimer Regierungsrat (1875)
- Geh. Oberregierungsrat (1883)
- Ehrendoktor der Universität Halle
  - Theologie (1881)
  - Medizin (1894)
  - Rechtswissenschaft (1902)
- Königlicher Kronen-Orden (Preußen) 3. Klasse mit rotem Kreuz auf weißem Felde
- Sankt-Stanislaus-Orden III. Klasse
- Roter Adlerorden 4. Klasse
- Roter Adlerorden 3. Klasse
- Roter Adlerorden 2. Klasse
- Stern zum Roten Adlerorden 2. Klasse